# Lasiopogon avetianae
Lasiopogon avetianae là một loài ruồi trong họ Asilidae. Lasiopogon avetianae được Richter miêu tả năm 1962. Loài này phân bố ở vùng Cổ Bắc giới.